# Erebia subtuscinnamomea
Erebia subtuscinnamomea är en fjärilsart som beskrevs av Müller 1928. Erebia subtuscinnamomea ingår i släktet Erebia och familjen praktfjärilar. Inga underarter finns listade i Catalogue of Life.